# Pål Jonson

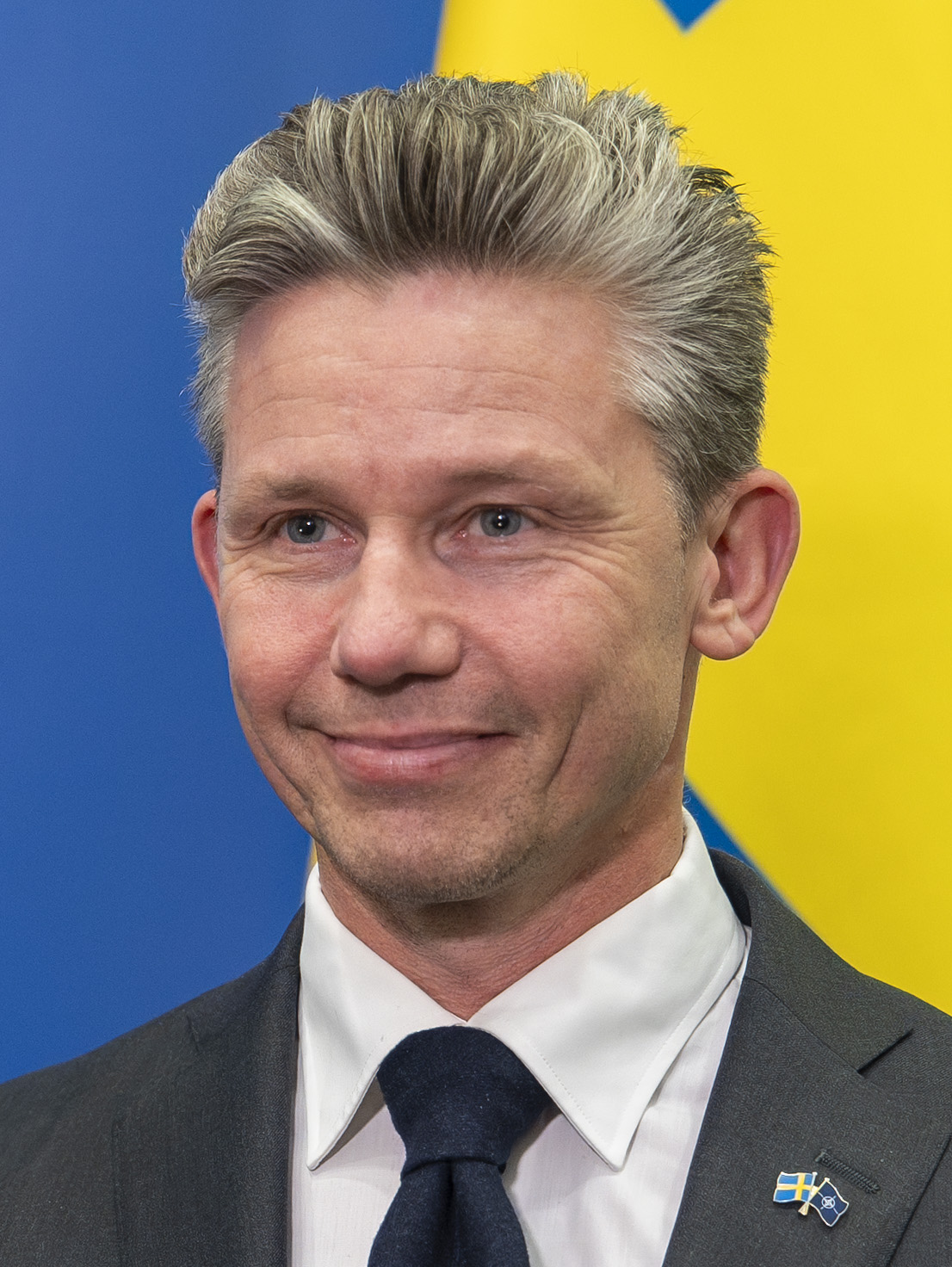
2025

Pål Henning Jonson (* 30. Mai 1972 in Arvika, Värmlands län) ist ein schwedischer Politiker der Moderaten Sammlungspartei (Moderata samlingspartiet), der von 2016 bis 2022 Mitglied des Reichstages war und seit dem 18. Oktober 2022 Verteidigungsminister ist.

## Leben
Pål Henning Jonson begann nach dem Schulbesuch ein Studium im Fach Internationale Politik an der Georgetown University, welches er 1997 mit einem Bachelor of Arts (B.A. International Policy) abschloss. Ein darauf folgendes postgraduales Studium im Fach Europapolitik am College of Europe in Brügge schloss er 1999 mit einem Master of Arts (M.A. European Policy) ab. Im Anschluss war er von 2000 bis 2005 als sicherheitspolitischer Analyst am Schwedischen Forschungsinstitut der Verteidigung (Totalförsvarets forskningsinstitut) tätig und erwarb 2005 im FCH Militärwissenschaften einen Doctor of Philosophy (Ph.D. War Studies) am King’s College London (KCL).
Nach seiner Rückkehr war Jonson zunächst von 2006 bis 2007 politischer Berater im Verteidigungsministerium und im Anschluss zwischen 2007 und 2012 außenpolitischer Berater im Parlamentssekretariat der Moderaten Sammlungspartei (Moderata samlingspartiet). Während dieser Zeit arbeitete er 2009 auch als Gastforscher am NATO Defense College in Rom. Zu dieser Zeit begann er in der Kommunalpolitik auch sein politisches Engagement für die Moderata samlingspartiet und war zwischen 2010 und 2012 Mitglied des Rates der Gemeinde Arvika sowie zugleich von 2010 bis 2012 Vorsitzender seiner Partei in der Provinz Värmlands län. Er war zwischen 2013 und 2016 Kommunikationsdirektor der Säkerhets- och försvarsföretagen (SOFF), eine Branchenorganisation für Unternehmen im Sicherheits- und Verteidigungsbereich mit Niederlassungen in Schweden, sowie zugleich von 2014 bis 2016 Generalsekretär des Schwedischen Atlantikrates.
2016 rückte Pål Jonson für die Moderata samlingspartiet als Mitglied in den Reichstag nach und wurde bei den Wahlen am 9. September 2018 und 11. September 2022 im Wahlkreis 233 Värmlands län jeweils wiedergewählt. Während seiner Parlamentszugehörigkeit war er Vorsitzender des Verteidigungsausschusses (Försvarsutskottet).
Am 18. Oktober 2022 wurde Jonson Verteidigungsminister (Försvarsminister) in der Regierung Kristersson und ist damit zuständig für die Bereiche Verteidigung und militärische Verteidigung.
Jonson ist verheiratet und hat drei Kinder.